# Strada nazionale 60
La strada nazionale 60 era una strada nazionale del Regno d'Italia, che congiungeva Pontassieve a Cesena, valicando l'Appennino Tosco-Romagnolo in corrispondenza del passo dei Mandrioli.
Venne istituita nel 1923 con il percorso "Pontassieve - Incrocio con la nazionale 58 presso Bibbiena - Bagno di Romagna - Valico dei Mandrioli - Cesena".
Nel 1928, in seguito all'istituzione dell'Azienda Autonoma Statale della Strada (AASS) e alla contemporanea ridefinizione della rete stradale nazionale, il suo tracciato costituì l'intera strada statale 70 della Consuma (da Pontassieve a Bibbiena) e il tratto terminale della strada statale 71 Umbro Casentinese (da Bibbiena a Cesena).